# Beerakanahalli, Alur
Beerakanahalli là một làng thuộc tehsil Alur, huyện Hassan, bang Karnataka, Ấn Độ.